# ATP Challenger Reus
Der ATP Challenger Reus (offiziell: Reus Challenger) war ein Tennisturnier, das 1981 einmal in Reus, Katalonien, stattfand. Es gehörte zur ATP Challenger Tour und wurde im Freien auf Sand gespielt.

## Liste der Sieger

### Einzel
| Jahr | Sieger                 | Finalgegner       | Ergebnis |
| ---- | ---------------------- | ----------------- | -------- |
| 1981 | Jean-François Caujolle | Alejandro Pierola | 7:6, 6:0 |

### Doppel
| Jahr | Sieger                   | Finalgegner                | Ergebnis      |
| ---- | ------------------------ | -------------------------- | ------------- |
| 1981 | Egan Adams Robbie Venter | Junie Chatman Bruce Derlin | 6:7, 6:4, 6:4 |